# シャボン (松井玲奈とチャラン・ポ・ランタンの曲)
「シャボン」は、松井玲奈とチャラン・ポ・ランタンの楽曲。2016年4月6日にavex traxより発売された。

## 概要
チャラン・ポ・ランタンのシングルとしては前作『メビウスの行き止まり』以来約5ヶ月ぶりのリリースで、他アーティストとのコラボレーション・シングルとなる。なお、松井にとっては、SKE48卒業後初のシングルとなった。本作での共演は、松井がレギュラー出演しているラジオ番組『ミュ〜コミ+プラス』（ニッポン放送）にチャラン・ポ・ランタンがゲスト出演して以来、両者で親交が深まり、松井からのオファーにより実現した。
シングルは、DVDが付属する「TYPE-A」「TYPE-B」の2形態と、CDのみの「TYPE-C」の計3形態で発売された。
2017年3月29日に本作の7インチシングル盤が発売された。A面に「シャボン」、B面に「珈琲とケーキ」を収録。
本作に収録の楽曲は、いずれもアルバムには未収録となっている。また、チャラン・ポ・ランタンの公式サイトのディスコグラフィーには、本作が掲載されていない。

## 曲の解説
表題曲「シャボン」は、松井が主演を務めるMBS/TBS系ドラマ『神奈川県厚木市 ランドリー茅ヶ崎』の主題歌で、ミュージック・ビデオは、同ドラマに合わせてコインランドリーを舞台としている。楽曲はフレンチ・ジャズ調となっている。
カップリング曲「珈琲とケーキ」は、小春のアコーディオンと松井のボーカルで構成されている。なお、曲のボーカル・ディレクションは、ももが担当した。
「TYPE-C」のみに収録された「からす座」は、松井が初めて作詞した楽曲。

## チャート成績
2016年4月18日付のオリコン週間シングルランキングで最高8位を記録し、2016年4月度月間シングルランキングで27位を記録した。

## シングル収録トラック

### Type A
| #         | タイトル                       | 作詞・作曲                                 | 編曲                   | 時間  |
| --------- | ------------------------------ | ------------------------------------------ | ---------------------- | ----- |
| 1.        | 「シャボン」                   | 小春                                       | チャラン・ポ・ランタン | 3:59  |
| 2.        | 「珈琲とケーキ」               | 小春                                       | チャラン・ポ・ランタン | 4:27  |
| 3.        | 「からす座」(Type Cにのみ収録) | - 松井玲奈（作詞） - 松井玲奈&小春（作曲） | チャラン・ポ・ランタン | 2:58  |
| 合計時間: | 合計時間:                      | 合計時間:                                  | 合計時間:              | 11:24 |

| #  | タイトル                  | 作詞 | 作曲・編曲 | 監督 |
| -- | ------------------------- | ---- | ---------- | ---- |
| 1. | 「シャボン」(Music Video) |      |            |      |

| #  | タイトル               | 作詞 | 作曲・編曲 | 監督 |
| -- | ---------------------- | ---- | ---------- | ---- |
| 1. | 「Making of シャボン」 |      |            |      |